# Эйтон, Уильям
Уи́льям Э́йтон (англ. William Aiton, 1731, близ Гамильтона, Шотландия — 2 февраля 1793, Кью, Лондон, Англия) — шотландский ботаник и садовник.

## Биография
Родился в 1731 году, в маленькой деревушке недалеко от шотландского города Гамильтон.
В 1754 году переехал в Лондон, где стал помощником Филипа Миллера, директора Сада в Челси.
В 1759 году стал директором только что открытого Королевского ботанического сада в Кью, который под его управлением сделался самым богатым на свете. Оставался директором до самой своей смерти.
Отец ботаника Уильяма Таунсенда Эйтона, который унаследовал пост директора ботанического сада в Кью.

## Печатные труды
- Hortus Kewensis (3 volumes, London, 1789); каталог растений сада в Кью, содержит описание до 5 600, частью до тех пор ещё неизвестных, видов растений.